# Luttenberger*Klug
Luttenberger*Klug est un groupe de pop autrichien. Leur style musical se situe entre la pop et le rock.

## Biographie
En 2005, Michelle Luttenberger (née le 12 juillet 1990) et Chrissi Klug (née le 5 février 1989) se rencontre à un concert du groupe de Chrissi. Peu de temps après, elles décident de former leur groupe.
En Autriche, elles sont devenues célèbres avec leur premier single Super Sommer malgré un début difficile ; Il faudra attendre la deuxième sortie de l'album Mach dich bereit en Autriche et en Allemagne, un an plus tard, pour que leur notoriété décolle. Leur prochain concert (à Berlin) est attendu par 20 000 spectateurs.
En avril 2010, a lieu le tournage du nouveau single Only Me, qui attire l'attention du réalisateur Oscar Stefan Ruzowitzky. En 2011, elles sont candidates à la présélection autrichienne pour concourir le Concours Eurovision de la chanson 2011.
En février 2012, Klug annonce sa grossesse. En juillet 2012, elle devient maman. Luttenberger sort en mai 2012 avec City Angels le single Broken et avec Molti, Spotzl, Pichla, Eigi en août 2012, Helden dieser Nacht. Elle travaille parallèlement à sa carrière musicale pour la chaîne de télévision régionale Steiermark 1. Aucun retour de Luttenberger*Klug n'est prévu à cette période.

## Discographie

### Albums studio
- 2007 : Mach dich bereit!
- 2008 : Mädchen im Regen (DEAG Music/Warner)
- 2011 : Unsere Zeit (Amadeo/Universal Music)

### Singles
- 2005 : Super Sommer (Hoanzl)
- 2006 : Super Sommer (DEAG Music / Warner)
- 2006 : Vergiss mich (DEAG Music / Warner)
- 2007 : Heut Nacht (DEAG Music / Warner)
- 2007 : Weil es mich nur 1x gibt (DEAG Music / Warner)
- 2008 : Mädchen im Regen (DEAG Music / Warner)
- 2008 : Sag doch einfach (DEAG Music / Warner)
- 2009 : Fliegen (DEAG Music / Warner)
- 2010 : Nur an mich (Amadeo / Universal Music)
- 2010 : Zeig mir den Weg (Amadeo / Universal Music)
- 2010 : Immer wenn du schläfst (Amadeo / Universal Music)
- 2011 : Sternenlichter (Amadeo / Universal Music)